# Plagiothecium undulatum
Plagiothecium undulatum, umgangssprachlich auch  Gewelltblättrige Schiefkapselmoos oder auch Wellenblättrige Schiefbüchsenmoos genannt, ist eine auffällig weißgrüne Laubmoosart, die in den montanen und subalpinen Gebieten Europas häufig ist.

## Beschreibung
Es handelt sich um recht robuste Moose, deren Stämmchen Längen bis zu 15 cm erreichen. In der Regel ist allerdings der weißgrüne, deutlich sichtbare Teil 3 bis 4 cm lang. Die Pflanzen sind stark glänzend.
Die Pflanzen sind gleichzeitig verflacht und geschwollen beblättert, das heißt die Blattflächen liegen zwar mehr oder weniger in einer Ebene, sind aber doch so gebogen, dass die Stämmchen ein abgeplattetes wurmförmiges Aussehen erhalten. Die Blätter selber sind vorne deutlich querwellig. Diese Merkmale unterscheiden Plagiothecium undulatum von allen anderen Moosen. Die Blätter sind leicht asymmetrisch und von der Form her oval lanzettlich. Der Blattrand ist an der Spitze fein gezähnelt. Es existiert eine kurze Doppelrippe. Die Blattflügel laufen als kurzes, sehr schmales Band das Stämmchen herab.
Das Moos ist zweihäusig. Es bildet selten Kapseln.

## Verbreitung und Standort
Es wächst in den gemäßigten Gebieten Nordamerikas, vor allem im pazifisch geprägten Westen, sowie im eher ozeanisch geprägten Teil Europas bis hin nach Kleinasien.
Das kalkmeidende Moos wächst auf sauren Waldböden, gerne in Bergwäldern und auf Blockhalden, sowie in Heiden und auf Moorböden (Torf). An geeigneten Standorten bildet es oft Massenbestände und kann Quadratmeter große Decken bilden.
In Hanglagen bietet das Moos einen guten Erosionsschutz. In der Ebene kann es jedoch zu Vernässungen führen und die Rohhumusbildung fördern, denn die dicht stehenden Blätter bedingen eine sehr große Wasserleitung und -speicherung.